# Otto Wolff (Theologe, 1911)
Otto Wolff (* 12. Februar 1911 in Stettin; † 13. August 1986) war ein deutscher evangelischer Theologe und Autor.

## Leben
Er studierte in Greifswald, Berlin und Tübingen Theologie und Philosophie. Er promovierte 1936 in Tübingen mit einer Arbeit über die Haupttypen der neueren Lutherdeutung. Er heiratete Hanna Wolff und trat 1937 mit ihr in den Dienst der Goßnerschen Mission, um in Ranchi in Nordindien als Dozent am Predigerseminar und Principal der dortigen Gossner High School tätig zu sein.
Nach dem Zweiten Weltkrieg lehrte er zwei Jahre am Pädagogischen Institut in Reutlingen, um dann nach Südamerika zu gehen, wo er als Professor am Colegio Mariscal Braun und gleichzeitig als Pfarrer für die dortige deutsche Gemeinde wirkte.
1951 erreichte ihn ein Ruf der indischen Regierung, am Aufbau des neuen indischen Unterrichtswesens mitzuwirken. Dies führte ihn nach Benares, wo er drei der Hindu-Universität gehörige Institute reorganisierte. Nach seiner Rückkehr Ende 1955 lehrte er an der Theologischen Fakultät der Universität Marburg. Jahrelanges Leben in einer rein hinduistischen Umgebung führte ihn zu eingehendem Studium des Hinduismus. Er ist besonders vom Werk des Yogi und Philosophen Aurobindo beeinflusst.

## Werke
- Die Haupttypen der neueren Lutherdeutung (= Tübinger Studien zur systematischen Theologie, Heft 7). Kohlhammer, Stuttgart, 1938; zugleich: Dissertation, Tübingen 1938.
- Mahatma und Christus. Eine Charakterstudie Mahatma Gandhis und des modernen Hinduismus. Lettner-Verlag, Berlin 1955.
- Indiens Beitrag zum neuen Menschenbild (= Rowohlts Deutsche Enzyklopädie, Band 56). Rowohlt, Hamburg 1957.
- Sri Aurobindo, Otto Wolff: Der integrale Yoga (= Rowohlts Klassiker der Literatur und der Wissenschaft, Band 24). Rowohlt, Hamburg 1957.
- Radhakrishnan (= Kleine Vandenhoeck-Reihe, Band 124). Vandenhoeck & Ruprecht, Göttingen 1962.
- Sri Aurobindo in Selbstzeugnissen und Bilddokumenten (= Rowohlts Monographien, Band 121). Rowohlt, Reinbek bei Hamburg 1967.